# Psychoda filipenis
Psychoda filipenis är en tvåvingeart som beskrevs av Satchell 1955. Psychoda filipenis ingår i släktet Psychoda och familjen fjärilsmyggor. Inga underarter finns listade i Catalogue of Life.